# عناصر المجموعة العاشرة
| المجموعة | 10     |
| الدورة   |        |
| 4        | 28 Ni  |
| 5        | 46 Pd  |
| 6        | 78 Pt  |
| 7        | 110 Ds |
|          |        |

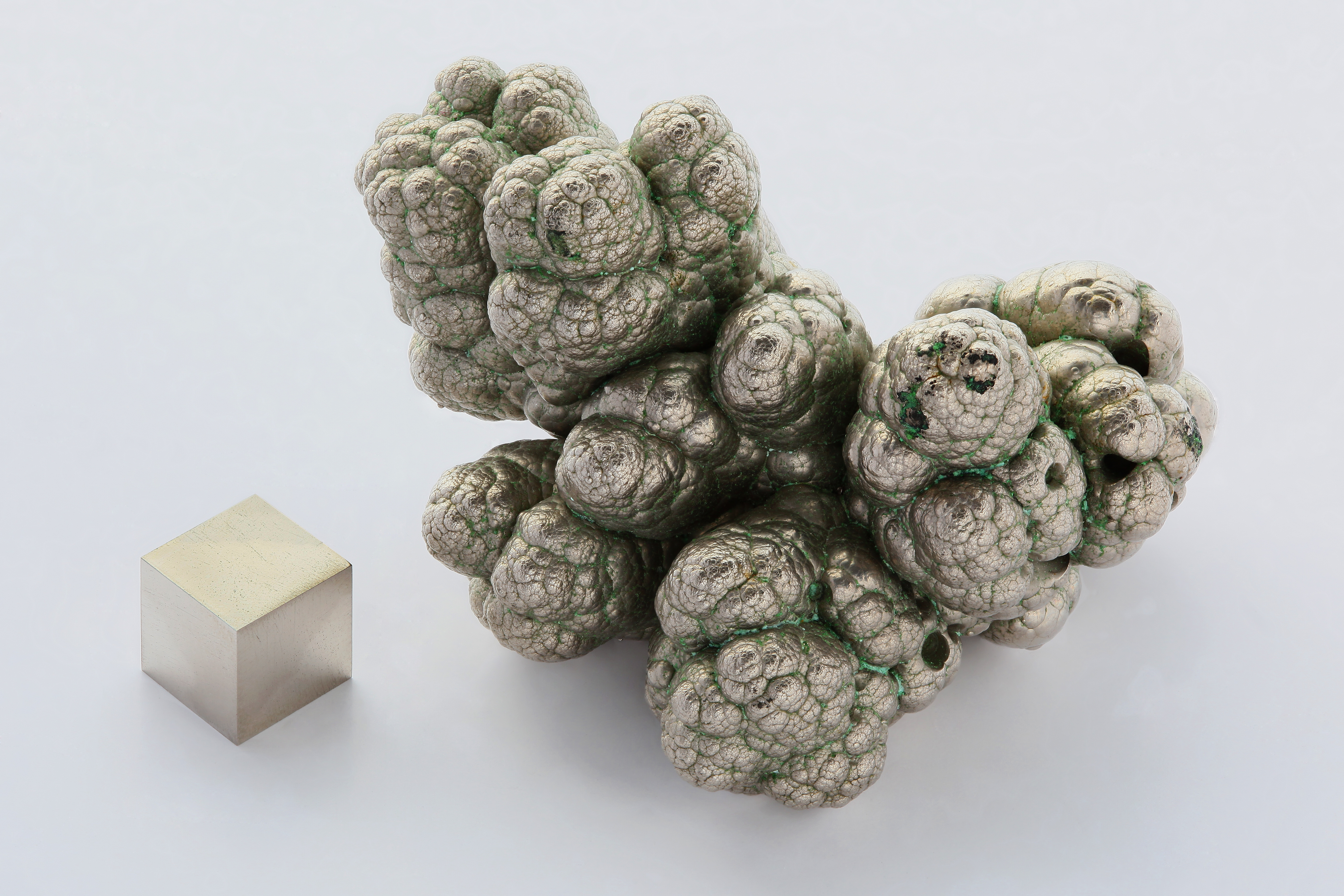

عناصر المجموعة العاشرة هي العناصر الموجودة بالجدول الدوري للعناصر في المجموعة العاشرة (طبقا لشكل الاتحاد الدولي للكيمياء البحتة والتطبيقية) وهي:
- نيكل (28).
- بلاديوم (46).
- بلاتين (78).
- دارمشتادتيوم (110).

تفسير الألوان للجدول الموجود على اليسار: فلزات انتقالية.
تفسير ألوان الرقم الذري: في درجة الحرارة العادية، اللون الأحمر يوضح العناصر التي يتم تصنيعها ولا توجد في الطبيعة.